# أنطونيو كروز توريس
أنطونيو كروز توريس (بالإنجليزية: Antonio Cruz Torres)‏ هو شخصية أعمال وسياسي دومينيكي، ولد في 30 أكتوبر 1957. حزبياً، نشط في Dominican Liberation Party ‏.